# 慶長丁銀

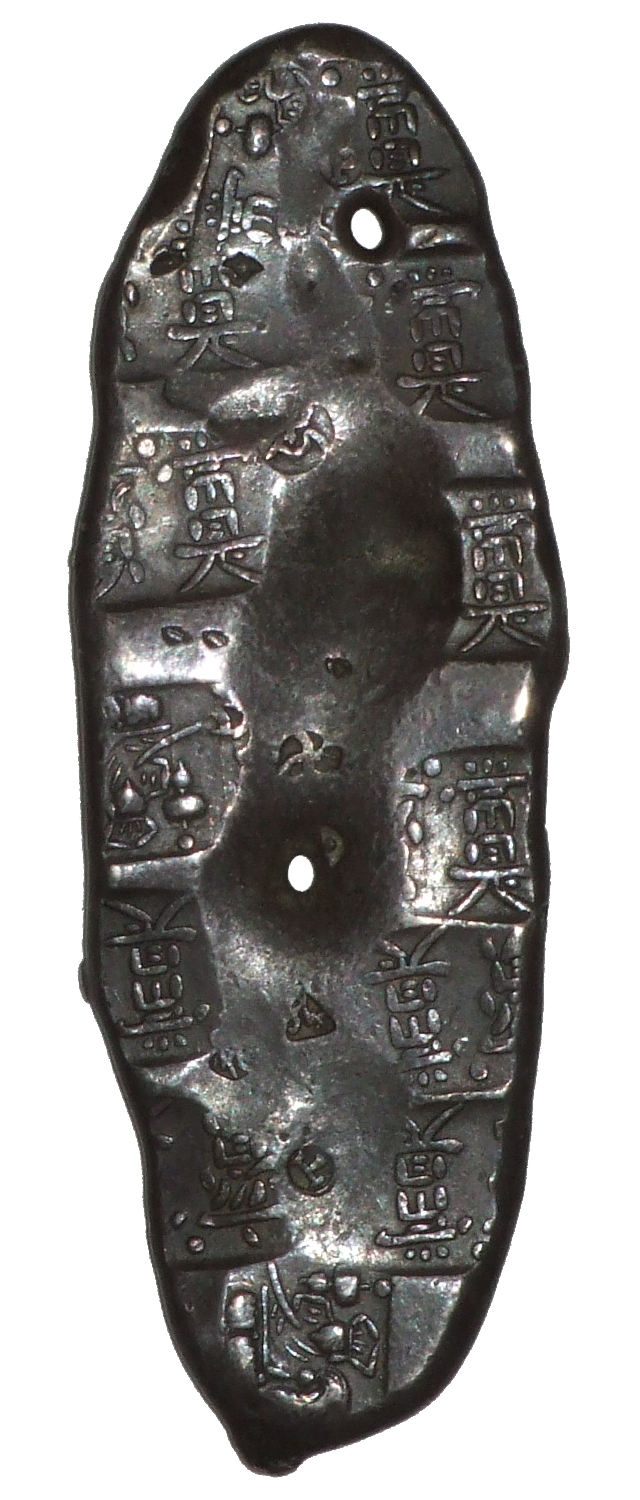
慶長丁銀。中央部に両替屋の刻印が見られる。

慶長丁銀（けいちょうちょうぎん）とは、江戸時代の初期、すなわち慶長6年7月（1601年）に鋳造開始された丁銀の一種である。慶長丁銀および慶長豆板銀を総称して慶長銀（けいちょうぎん）と呼ぶ。
また慶長大判、慶長小判、慶長一分判と伴に慶長金銀（けいちょうきんぎん）と呼ぶ。慶長銀を始めとして江戸時代前半（明和2年（1765年）の五匁銀の発行まで）の銀貨は何れも秤量貨幣であった。
表面には「（大黒像）、常是」および「常是、寳」の極印が数箇所から十数箇所打たれている。また大黒像がやや斜め向きであることから、正面を向いている正徳丁銀と区別される。また「是」の文字の最終2画の足が長い。また12面の大黒像を打った十二面大黒丁銀は幕府への上納用あるいは祝儀用とされる。
初期のものは切遣いを想定した古丁銀の形状に近く一般的に薄手で、極印の打数が多く形状が多様で素朴なつくりであり、文字が小さい。後期のものは上下に大黒印2箇所と両脇に6箇所、計8箇所の極印と規格化され、元禄丁銀の形式に近い。ただし中間的なものも少なからず存在し、この区別による鋳造時期の詳細は不明である。慶長期は銀の産出が隆盛を極め各地銀山から銀座へ年間16,000貫程度の寄銀があったのに対し、その後、寛永年間ごろから日本国内の産銀が衰退し、元禄7年（1694年）には銀座に納入された公儀灰吹銀が1,973貫、買灰吹銀3,297貫の計5,090貫程度となっており、明暦3年（1657年）の明暦の大火後の鋳造量は103,484貫余と全体の1/10以下である。形式が規格化された後期とされるもののほうが現存数が少く、産銀量の減少と整合する。

## 略史
慶長6年5月（1601年）、徳川家康は後藤庄右衛門（金座の後藤庄三郎光次と同一人物、または別人との二説あり）および摂津平野の豪商末吉勘兵衛の建議により、堺の湯浅作兵衛に大黒常是と名乗らせ、常是を長とする銀座を京都の伏見に設立し、慶長丁銀の鋳造が始まった。
慶長丁銀の発行に先立ち堺の南鐐座（なんりょうざ）職人らは、菊一文字印銀（きくいちもんじいんぎん）、夷一文字印銀（えびすいちもんじいんぎん）および括袴丁銀（くくりはかまちょうぎん）を手本として家康の上覧に供したところ、大黒像の極印を打った括袴丁銀が選定され、慶長丁銀の原型となったとされる。また「大黒像」、「常是」、「寳」に加えて沢瀉紋の極印が打たれた澤瀉丁銀（おもだかちょうぎん）は初期の試鋳貨幣的存在と考えられている。『貨幣秘録』に採用されている『常是由諸書』には、慶長3年11月（1598年）に湯浅作兵衛が家康に伏見に召出され、大黒常是の姓を与えられたのは「慶長3年12月28日」附の黒印状から明らかであるとする説があるが、『末吉文書』は慶長6年5月の銀座取立以前の大黒常是についてほとんど言及しておらず、またこの年に豊臣秀吉が他界しているが、その後直ちに家康の天下となったわけではなく慶長3年説は疑問があるとされる。
この丁銀は銀に銅を加えた合金を鋳造した平たい「なまこ」型の銀塊に「常是」、「寳」の文字および「大黒像」の極印が打たれたもので、量目（質量）は銀一枚すなわち四十三匁（約160グラム）を基準とした。しかし実際には20匁（約75グラム）を切るものから60匁（約224グラム）を超えるものまで存在するなど不定であり、取引には天秤で量目を定めてから用いられた。
秤量銀貨の通貨単位は、安土桃山時代以前は銀拾両すなわち四十三匁を銀一枚とする単位を用いていたが、これは主として賞賜目的のものであり、元亀、天正年間ごろから商取引に活発に銀貨が使用されるようになると、貫、匁の表記が多くなった。江戸時代に入ると貫、匁の表記が主流となり、銀何匁（銀何貫）と表記されこれを銀目と称し、また秤量銀貨は主に商人の通貨であったことから、商品取引相場の多くは銀建であった。
このような秤量銀貨は取引の度に秤量するという煩雑さを伴うため、銀座および両替屋で賞賜目的には銀一枚（43匁）、および商取引などには500匁（約1,865グラム）毎にまとめ、和紙で包み封印をした、「包銀」の形で取引に使用されるようになった。
丁銀および豆板銀は「上方の銀遣い」と呼ばれるように大坂を中心とする西日本はもとより北陸から東北の日本海側を中心に流通した。これは徳川家康が通貨統一にあたり、以前から秤量銀貨が大坂を中心として商人に広く使用されている実情を踏まえ、この形態をそのまま継承し、慶長銀を豊臣秀頼の膝元である上方に流通させることにより、常に天下は徳川のものであることを知らしめ全国統一を円滑に進めるという、したたかな政略のひとつであった。秤量銀貨が商人に広く受け入れられたのは、秤量により実質価値を定めることの合理性、「貫」、「匁」、「分（ふん）」を単位とする十進法の計算の利便性、また馬蹄銀などの銀錠（銀挺、南鐐と呼ばれる銀塊）を高額取引用通貨の中心とする中国との取引が盛んであったことなどが挙げられる。また石見銀山を始めとして、生野銀山、蒲生銀山、多田銀山、対馬銀山など多くの銀山が西日本に偏在し、また大坂銅吹屋における荒銅からの絞銀（しぼりぎん）による灰吹銀の供給が潤沢であったこともその要因である。
幕府は、慶長13年12月8日（1609年1月13日）の御触れで、金一両＝永一貫文＝鐚四貫文、翌14年7月19日（1609年8月18日）には、金一両＝銀五十目の御定相場を公布したが、慶長-寛永年間ごろまでの産銀量の増加に伴い、寛文期ごろから銀相場が金一両＝銀六十匁前後に下落し、天和2年9月（1682年）の相場は金一両＝銀六十匁であった。
幕府は、それまで流通していた古丁銀、極印銀などの領国貨幣に代え、慶長銀による秤量銀貨の統一を理想としたが、生糸、高麗人参など貿易対価の支払いによる多額に上る海外流出のため、地方まで慶長銀が充分に行渡らず、通貨の統一には元禄銀の登場を待たねばならなかった。これは貨幣の品位が低下することによりグレシャムの法則が作動して悪貨である元禄金銀のみが流通し、さらに元禄の吹替えに伴い幕府は領国貨幣の取締りを強化し、良質な極印銀が回収されるようになったことによる。
17世紀前半はソーマ銀（佐摩、石見）、ナギト銀（長門）、セダ銀（佐渡）およびタジマ銀（但馬）等といわれる灰吹銀が多量に輸出され、17世紀初期の最盛期の輸出高は年間200トンにも及んだという推定がある。
幕府は慶長14年（1609年）令で良質の灰吹銀の輸出を原則禁止とし、決済は慶長丁銀で行うよう定め、その一方で不正な灰吹銀の密輸出が横行し、丁銀および灰吹銀の輸出高の比率は不明であるものの、当時世界有数の産出高を誇った石州銀などは、その多くが慶長銀に鋳造されて輸出されたことになる。新井白石らの推定によれば、慶長6年（1601年）から宝永5年（1708年）までに国外に流出した丁銀および灰吹銀は1,122,687貫にも及んだという。
| 年     | ポルトガル船 | オランダ船（ナホッド） |
| ------ | ------------ | ---------------------- |
| 1635年 | 15,000貫     | 3,285貫690目           |
| 1636年 | 23,500貫     | 6,720貫                |
| 1637年 | 26,000貫     | 10,630貫               |
| 1638年 | 12,500貫     |                        |
| 1639年 |              |                        |
| 1640年 |              | 13,053貫730目          |

元禄の吹替え後の元禄10年4月（1697年）の御触れで幕府は11年3月（1698年）限りで慶長銀を通用停止とする御触れを出したが、引替が進捗せず退蔵する者が多かったため、11年1月（1698年）の御触れで通用を12年3月（1699年）限りと改めたが、通用停止には至らなかった。正徳4年8月2日（1714年9月10日）に、慶長銀と同品位の正徳銀が鋳造された折は正徳銀と同様に扱われ再び表舞台で流通した。結局、文字銀通用後の元文3年4月末（1738年6月16日）に慶長銀・正徳銀の文字銀に対する割増通用が停止された。

## 慶長豆板銀

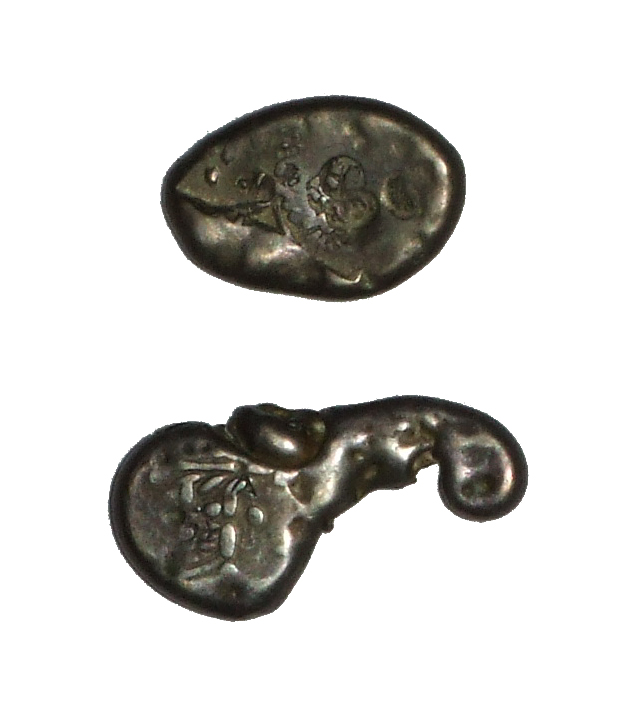
慶長豆板銀

慶長初期の丁銀は従来の古丁銀や極印銀と同様に取引価格に応じて鏨（たがね）で切断して用いる切遣いが行われていたが、幕府はこれを防止するため、元和6年（1620年）ごろから、0.1匁から10匁程度の丁銀と同品位である平たい粒状の豆板銀（小玉銀）の鋳造を始め、以後切遣いは禁止した。この豆板銀は少量の量目調整用および、小額の取引用に使用され丁銀の補助的役割を果たした。
慶長豆板銀（けいちょうまめいたぎん）は慶長丁銀と同品位につくられ、「（大黒像）、常是」または「常是、寳」の極印が打たれたもので、丁銀と同じく大黒像はやや斜めを向き、慶長豆板銀は変形したものが多い。大型で大黒印が数ヶ所打たれたものも存在し、また両面に打たれた「両面大黒」は存在しないとされたこともあるが、存在が確認されている。

## 慶長銀の品位
『旧貨幣表』によれば、規定品位は銀80%（一割二分引ケ）、銅20%である。
| 銀銅 |

江戸時代の貨幣の金および銀の含有率は、極秘事項とされ、民間での貨幣の分析は厳禁とされた。しかし両替商にとって、この金銀含有量は大変重要な情報であり、密かに分析が行われ商人の知るところとなっていた。銀品位の分析では試金石は役に立たないが、銀座の銀見役、両替商など熟練者は純銀の特徴や状態をあらかじめ充分に記憶しておき、表面の錆色、割れ目などに見られる共晶組織から品位を判断したという。
銀品位の表示は銀座における銀地金と慶長丁銀との引替え比率で表示された。
たとえば当時の製錬技術で最高の上銀（純銀）とされた地金すなわち灰吹銀は、一割り増しの慶長丁銀で銀座に買い取られ、「一割入レ」と呼ばれた。これを基準に慶長丁銀と同品位、すなわち80%の灰吹銀は1.1×0.80=0.88となり、0.88倍の量目の慶長丁銀で買い取られた。これを「一割二分引ケ」の地金と呼ぶ。この12%分が銀座の貨幣鋳造手数料にあたる。
明治時代、造幣局により江戸時代の貨幣の分析が行われた。古賀による慶長銀の分析値は以下の通りである。
- 金：0.20%
- 銀：79.19%
- 雑：20.61%

雑分はほとんどが銅であるが、少量の鉛などを含む。

## 慶長銀の鋳造量
慶長期の貨幣（小判および丁銀）は「手前吹き」と称して、金銀細工師が自己責任で地金を入手し、貨幣の形に加工した上で、金座および銀座に納め、極印が打たれ発行される形式であり、さらに明暦の大火による『銀座書留』など記録史料焼失のため慶長金銀の正確な鋳造量の記録は無い。
しかし、後に新井白石らの推定による貿易決済としての海外流出高と、元禄金銀への吹替え高などから推定した数値によれば、丁銀および豆板銀の合計で120万貫（約4,480トン）である。
『月堂見聞集』では鋳造量を35万貫余（約1,300トン）としているが、慶長銀の海外流出高から考えて疑問とされる。
明暦の大火以降、万治2年（1659年）、江戸城三の丸の地で御金蔵の焼損金銀を用いて103,484貫753匁余（約386トン）の丁銀が鋳造された。
天領の銀山から上納された公儀灰吹銀を預り、丁銀を吹きたてた場合の銀座の諸経費および収入である分一銀（ぶいちぎん）は鋳造高の3%とされ、残りは幕府に上納した。